# Масакр у Драгинцу
Масакр у Драгинцу је назив за масовна стрељања становника Јадра која су извршиле немачке окупацијске снаге у периоду од 14. до 19. октобра 1941. године за време Другог светског рата. Тада је у селима Драгинцу, Јаребицама, Великом Селу, Цикотама, Чокешини, Новом Селу, Текеришу, Филиповићима, Горњим и Доњим Недељицама, Горњој и Доњој Бадањи, као одмазда, стрељано 2677 становника, од мале деце до жена, мушкараца и стараца, када су спаљена читава села и побијена сва стока.

## Узроци
После организовања Југословенске војске у отаџбини и подизања устанка у Србији и формирања НОВЈ од стране Комунистичке партије, широм Србије су вршени напади и саботаже на окупацијске снаге, којом су ослобађани поједини делови територије и градови. У тим борбеним акцијама су заробљавани или убијани немачки војници. 
Харалд Турнер шеф управног штаба командујућег немачког генерала у окупираној Србији, 21. септембра 1941. године, предложио је генералу Францу Бемеу да „у акцијама одмазде” истребљује и жене и децу. Нагласио је да...
... деца и жене одржавају везу, а старају се и о снабдевању. Према томе мора искусити казну целокупно становништво, а не само мушкарци ...
Немачки командант, генерал Франц Беме 10. октобра је издао наредбу да се за једног убијеног немачког војника стреља 100 људи, а за једног рањеног педесет.
Команда немачке војске је у јесен 1941. године преместила 342. дивизију из окупиране Француске у Србију са задатком да „угуши устанак” и поврати ослобођену територију. Дивизија је, већ у то време, била позната по зверствима и која се после извршених злочина у Мачви, Шапцу и Лозници упутила ка Крупњу. На мосту преко Јадра код места званог Гајића Стена у близини Драгинца, заустављена је и разбијена од стране партизанских снага 14. октобра 1941. године.

## Страдање народа
Као одмазду Немци су прво планирали да кроз позив за дељење објава за слободно кретање, скупе мештане у Драгинац и после их стрељају. Пошто је одзив био слаб и нису били задовољни бројем људи који су се одазвали, повели су казнену експедицију по околним селима. Присилно су хапсили и одводили народ за Драгинац, уз истовремено убијање мештана, највише деце, жена и стараца и паљење њихове имовине.
Немци су сакупљене људе стрељали, у групама по педесет, на два стратишта у Драгинцу, након чега су их све затрпали у заједничке гробнице. Ове гробнице су после рата уређене и обележене, а 1961. године сви посмртни остаци су пренети у заједничку спомен костурницу на улазу у село.

## Забележена масовна зверства
- Из Великог Села убијено је, масакрирано или спаљено 276 особа, међу којима и 23 деце
- У Јаребицама је убијено 475 особа, међу њима 13 деце, млађе од десет година
- У Чокешини побијено је или спаљено преко 200 људи, а од тога 19 деце млађе од десет година
- У Новом Селу је убијено десеторо деце
- На ломачи у селу Коренити спаљено је 95 деце
- У селу Цикотама убијено је на најзверскији начин 396 особа, међу њима и 135 деце млађе од десет година
- У свим овим селима од 17. до 19. октобра побијено је и масакрирано 305 деце испод десет година узраста. Село Јаребице остало је потпуно пусто. Из тог села убијено је 450 житеља. Убице у фашистичким униформама поклале су и сву стоку и живину у већ опустелом селу.
- Кад су успели да освоје село Корениту, фашисти су направили прави пакао: палили су куће и у њима старце, децу, жене. У породици Терзић, 13 њених чланова спалили су на ломачи. Миловану Лазићу су спалили супругу и петоро деце.